# Innovationskompetenz
Innovationskompetenz umschreibt alle Fähigkeiten, die Unternehmen oder Teile von Unternehmen benötigen, um Innovationen hervorbringen zu können.
Eine umfassende Innovationskompetenz bildet daher eine der Grundvoraussetzungen für ein erfolgreiches Innovationsmanagement, welches auf Innovationskompetenz aufbauend schwerpunktmäßig Prozessmodelle und konkrete Vorgehensweisen bereitstellt, um konkret Innovationen zu ermöglichen.
Die Ausbildung hinreichender Innovationskompetenz wird mittlerweile als zentraler Wettbewerbsfaktor für den Standort Deutschland angesehen.

## Entwicklung von Innovationskompetenz
Die Entwicklung von Innovationskompetenz stellt einen der Themenbereiche der Entwicklung von Unternehmen und Organisationen dar. 
Als zentrale Managementaufgabe betrifft sie übergreifend alle Unternehmensebenen, insbesondere 
- die Ebene des Unternehmens im Zusammenhang mit der gezielten Entwicklung einer nachhaltigen Innovationskultur und der strategischen Auswahl von Innovationsvorhaben,
- die Ebene der Organisation hinsichtlich der Gestaltung eines durchgängigen Prozesses für das strategische und operative Innovationsmanagement,
- die Ebene der Führungskräfteentwicklung in Bezug auf deren prägenden Einfluss auf die Innovationskultur und die Veränderungsbereitschaft im Unternehmen sowie
- die Ebene der individuellen Handlungskompetenz in der Anwendung relevanter Methoden wie Projektmanagement und Kreativitätstechniken für die effiziente operative Umsetzung von Innovationsvorhaben.

Neben der Schaffung geeigneter Rahmenbedingungen, beispielsweise einer angemessenen Organisationskultur, beinhaltet diese auch Bereiche der Entwicklung persönlicher Kompetenzen, unter anderem
- Kompetenzen im Bereich der strategischen Ausrichtung und Planung von Innovationen,
- Kompetenzen im Bereich der Förderung von Kreativität sowie
- interpersonelle Kompetenzen, insbesondere im Bereich von Führungskompetenz und Veränderungsmanagement (Change Management)

Die Entwicklung von Innovationskompetenz versteht sich dabei nicht als unidirektionaler Prozess, sondern kann eingebettet in einen 4-phasigen Kompetenzmanagementzyklus beschrieben werden:
1. Identifikation des Entwicklungsstandes im Unternehmen und Unternehmensumfeld sowie anschließende Ermittlung vorhandener Kompetenzlücken und zukünftiger Kompetenzbedarfe
2. Entwicklung notwendiger Kompetenzbereiche durch Veränderung der Organisation und Weiterentwicklung von Mitarbeitern
3. Nutzung der neu gewonnenen Kompetenzen beziehungsweise des neuen Organisationszustandes im Rahmen eines oder einzelner Innovationsvorhaben
4. Nachhaltiger Transfer der in diesen Innovationsvorhaben gewonnenen Erkenntnisse und Erfahrungen in die Gesamtorganisation und dadurch Weiterentwicklung der Organisationskultur